# Rothbach (Eckbach)
Der Rothbach ist ein gut 5 km langer Bach und ein linker Zufluss des Eckbachs. Er fließt auf seiner gesamten Länge im rheinland-pfälzischen Landkreis Bad Dürkheim.

## Geographie

### Verlauf
Der Rothbach entspringt im nordöstlichen Pfälzerwald auf einer Höhe von etwa 307 m ü. NHN wenige Meter südlich der etwas höher gelegenen Autobahn 6. Die Quelle liegt zwischen den Anschlussstellen 17 (Enkenbach-Alsenborn) und 18 (Wattenheim) am Nordwesthang des 324,3 m hohen Großen Türkbergs kurz vor dem Parkplatz Entenpfuhl.
Der Bach verläuft fast durchweg in Richtung Osten und durchfließt zunächst den auf 200 m Länge aufgestauten Karstweiher. Dann unterquert er die Landesstraße 520, die dort von Hertlingshausen nach Wattenheim verläuft. Anschließend passiert er unterhalb des gleichfalls auf 200 m Länge aufgestauten Hetschmühlweihers die Hetschmühle und trifft auf die Kreisstraße 20, die fast bis zum Ende seines Laufs am Bach entlangführt. Im Bereich des Wasserwerks und des ehemaligen Triebwerks Hammermühle, welcher der 80 m lange Hammermühlweiher vorgelagert ist, streift er das südliche Siedlungsgebiet der Gemeinde Wattenheim. Auf den letzten 500 m wendet er sich nach Südosten und unterquert im Bereich der Einmündung der K 20 erneut die L 520.
Nach gut 5 km mündet der Rothbach am nordöstlichen Ortsausgang von Altleiningen unterhalb der gleichnamigen Burg auf etwa 225 m Höhe von links in den Eckbach.

### Zuflüsse
Einziger nennenswerter Zufluss ist der 1,3 km lange Seckenhäuser Brunnenbach, der knapp oberhalb des Stauweihers der Hammermühle von rechts und Südwesten in den Rothbach mündet und dessen Einzugsgebiet 2,5 km² umfasst. Er hat nur unbeständigen Durchfluss.

## Geschichte
Der Rothbach lieferte in früherer Zeit das Wasser für Mühlen und Triebwerke wie die Hetsch- und die Hammermühle. Im Rothbachtal am Südrand von Wattenheim weisen zudem historische Namen wie Kupfertal oder Schmelz auf die einstige Bedeutung des Gewässers bei der Gewinnung und Verarbeitung von Metallen hin. Der Name des Weilers Tränkwoog rund 1 km vor der Rothbachmündung lässt vermuten, dass dort der Bach einst nach rechts zu einem kleinen Woog aufgestaut worden war, der als Viehtränke diente.